# 12 donne d'oro
12 donne d'oro (Kommissar X - Jagd auf Unbekannt) è un film del 1966 diretto da Gianfranco Parolini (con lo pseudonimo di Frank Kramer). È il primo della saga Kommissar X, cui se ne aggiungeranno altri sei.

## Trama
Jo Louis Walker detto Kommissar X è sulle tracce di uno scienziato nucleare scomparso mentre il capitano della Polizia di New York Tom Rowland addestra una forza di polizia locale. Le loro strade si incrociano su un percorso di belle ragazze e di una serie di omicidi che portano ad un criminale sconosciuto di nome Oberon.